# Scilace di Alicarnasso
Scilace (in greco antico: Σκύλαξ?, Skýlax; Alicarnasso, II secolo a.C. – ...) è stato un astronomo greco antico amico di Panezio di Rodi.
La Suda gli attribuisce le seguenti opere:
- Περίπλουν τῶν ἐκτὸς τῶν
- Ἡρακλέους στηλῶν τὰ κατὰ τὸν
- Ἡρα κλείδην τὸν
- Μυλασσῶν Βασιλέα
- γῆς περίοδον
- ἀντιγραφὴν πρὸς τὴν Πολυβίου ἱστορίαν.